# Bluetown
Bluetown es un lugar designado por el censo ubicado en el condado de Cameron en el estado estadounidense de Texas. En el Censo de 2010 tenía una población de 356 habitantes y una densidad poblacional de 56,5 personas por km².

## Geografía
Bluetown se encuentra ubicado en las coordenadas 26°4′11″N 97°49′6″O / 26.06972, -97.81833. Según la Oficina del Censo de los Estados Unidos, Bluetown tiene una superficie total de 6.3 km², de la cual 6.13 km² corresponden a tierra firme y (2.71%) 0.17 km² es agua.

## Demografía
Según el censo de 2010, había 356 personas residiendo en Bluetown. La densidad de población era de 56,5 hab./km². De los 356 habitantes, Bluetown estaba compuesto por el 53.65% blancos, el 0% eran afroamericanos, el 0.56% eran amerindios, el 0.28% eran asiáticos, el 0% eran isleños del Pacífico, el 45.51% eran de otras razas y el 0% pertenecían a dos o más razas. Del total de la población el 96.35% eran hispanos o latinos de cualquier raza.